# All-Star Game LNB 2005
Le All-Star Game LNB 2005 est la 20e édition du All-Star Game LNB. Il s'est déroulé le 18 décembre 2005 au Palais omnisports de Paris-Bercy de Paris. L'équipe des All-Stars étrangers a battu l'équipe des All-Stars Français 96-85. K'Zell Wesson est élu MVP de la rencontre. Il est également le meilleur marqueur du match (19 points). L'événement est diffusé sur Sport+.

## Joueurs

### All-Stars Français
| Position    | Joueur          | Équipe                  |
| ----------- | --------------- | ----------------------- |
| Meneur      | Yohann Sangare  | ASVEL Lyon-Villeurbanne |
| Meneur      | Babacar Cisse   | Le Havre                |
| Ailier      | Maxime Zianveni | Nancy                   |
| Ailier fort | Victor Samnick  | Paris                   |
| Pivot       | Amara Sy        | ASVEL Lyon-Villeurbanne |

| Position | Joueur               | Équipe     |
| -------- | -------------------- | ---------- |
| Meneur   | Pape-Philippe Amagou | Le Mans    |
| Arrière  | Thomas Dubiez        | Gravelines |
| Ailier   | Yakhouba Diawara     | Dijon      |
| Ailier   | Mamoutou Diarra      | Chalon     |
| Pivot    | Claude Marquis       | Cholet     |
| Pivot    | Ian Mahinmi          | Le Havre   |
| Pivot    | Cyril Julian         | Nancy      |

Entraîneurs : Didier Gadou (Pau-Orthez) assisté de John Douaglin (Boulazac)

### All-Stars Étrangers
| Position    | Joueur        | Équipe        |
| ----------- | ------------- | ------------- |
| Meneur      | Tyson Wheeler | Gravelines    |
| Meneur      | Jason Rowe    | Hyères-Toulon |
| Ailier      | Ricardo Greer | Strasbourg    |
| Ailier fort | Lamayn Wilson | Cholet        |
| Pivot       | Mario Bennett | Dijon         |

| Position    | Joueur         | Équipe          |
| ----------- | -------------- | --------------- |
| Meneur      | Loonie Cooper  | Pau-Orthez      |
| Meneur      | John Linehan   | Strasbourg      |
| Ailier      | Jimmy Baxter   | Dijon           |
| Ailier      | Kelvin Torbert | Bourg-en-Bresse |
| Ailier fort | Mike Bauer     | Roanne          |
| Ailier fort | K'Zell Wesson  | Strasbourg      |
| Pivot       | Hüseyin Beşok  | Le Mans         |

Entraîneurs : Claude Bergeaud (ASVEL Lyon-Villeurbanne) assisté de Germain Castano (Besançon)

## Concours
Concours de tirs à 3 pts :
1. vainqueur : Frédéric Fauthoux
2. Thomas Dubiez
3. Laurent Legname
4. Ludovic Chelle

Concours de dunk :'
1. vainqueur : Kadour Ziani
2. Brice de Blaine
3. Steve Lobel
4. Yann de Blaine
5. Stefan Gill

Concours des meneurs :
1. vainqueur : Tyson Wheeler
2. John Linehan
3. T.J. Parker
4. Laurent Sciarra